# Макропулос, Георгиос
Георгиос Макропулос (греч. Γεώργιος Μακρόπουλος; род. 29 сентября 1953) — греческий шахматист, международный мастер (1979).
В составе сборной Греции участник 3-х Олимпиад (1972—1974, 1980) и 9-го командного чемпионата Европы (1989) в Хайфе.

## Административная работа
С 1982 года является президентом Федерации шахмат Греции. Вице-президент ФИДЕ с 1986 года. В 2018 году выдвинул свою кандидатуру на пост президента ФИДЕ.

## Изменения рейтинга
| Графики недоступны из-за технических проблем. См. информацию на Фабрикаторе и на mediawiki.org. |